# Liptovská Mara
Liptovská Mara – zbiornik zaporowy na rzece Wag w północnej Słowacji, położony w regionie Liptów, na zachód od Liptowskiego Mikułasza. Nazwa zbiornika przyjęta została od nazwy jednej z zatopionych jego wodami wsi (Liptovská Mara). Okoliczni mieszkańcy w naturalny sposób używają jedynie krótszej formy "Mara".

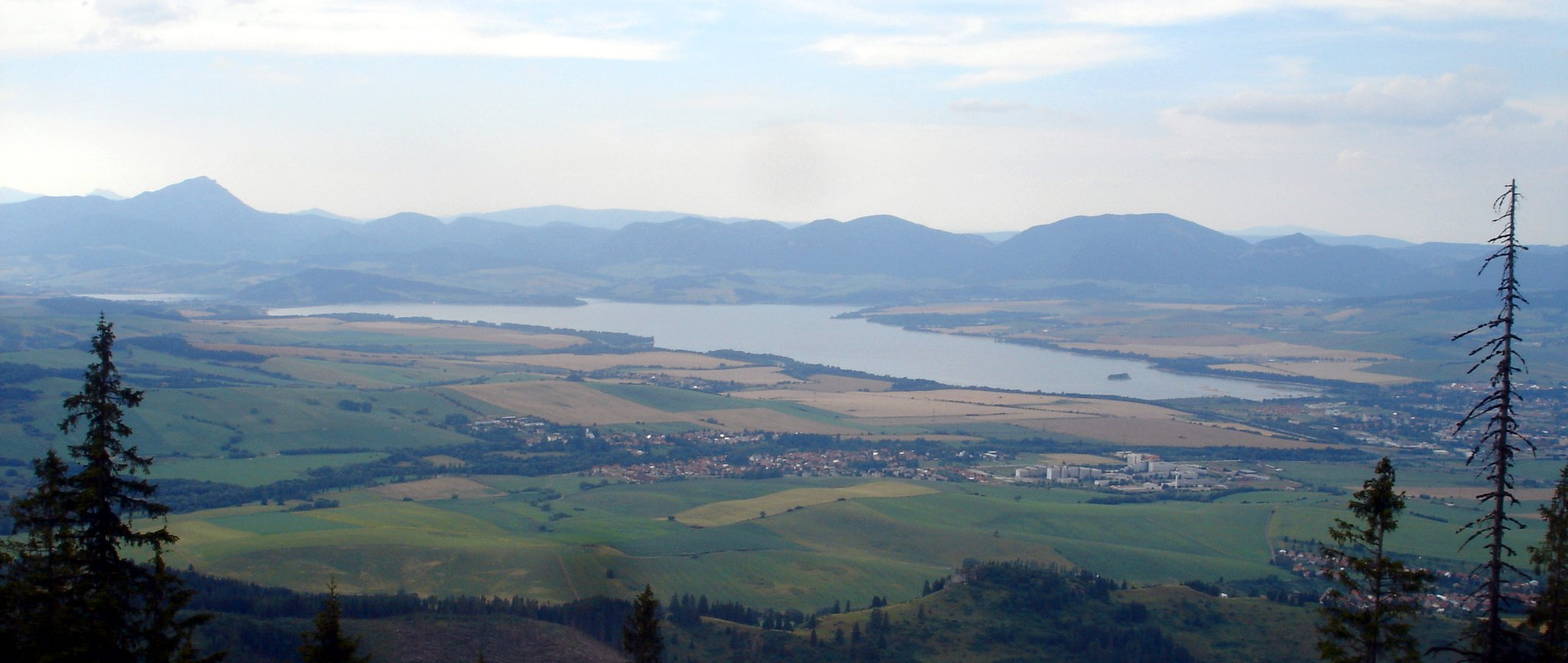
Liptovská Mara

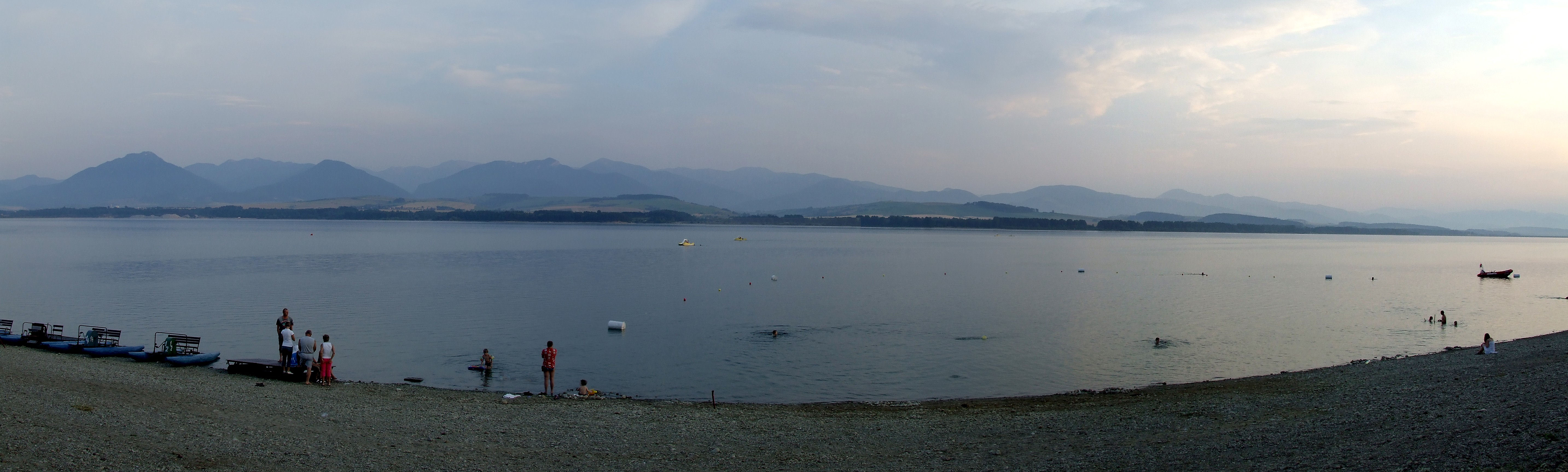
Liptovská Mara

Zbiornik retencyjny Liptovská Mara powstał w latach 1965–1975 poprzez przegrodzenie rzeki Wag zaporą ziemną, o długości w koronie blisko 1350 m i wysokości maksymalnej 45 m. Przy położeniu lustra wody na poziomie 560 m n.p.m. powierzchnia lustra wody wynosi 22 km². Górna wysokość robocza lustra wody wynosi 564,89 m n.p.m. Przy maksymalnej wysokości lustra 566 m n.p.m. powierzchnia zbiornika wynosi 27 km², a maksymalna głębokość (przy zaporze) ok. 43 m. Objętość zgromadzonej wody wynosi ok. 361,9 mln m³, co czyni Liptowską Marę drugim co do wielkości i objętości zgromadzonej wody zbiornikiem zaporowym Słowacji (po Jeziorze Orawskim).
Tuż poniżej zapory, we wsi Beszeniowa, powstał niewielki zbiornik wyrównawczy Beszeniowa.
Podczas budowy Liptovskej Mary wysiedlono, a następnie zalano całkowicie szereg liptowskich wsi: Liptovská Mara, Liptovská Sielnica, Paludza (stojący tam drewniany kościół ewangelicki rozebrano i zrekonstruowano w innym miejscu), Parížovce, Sokolče, Vrbie. Kilka dalszych wsi zalano częściowo: Bobrovník, Liptovský Trnovec, Benice. Mieszkańcy tych miejscowości jedynie w niewielkiej części osiedlili się przy brzegach jeziora (w Liptowskiej Sielnicy i w Liptowskim Trnovcu). Większość z nich przeniosła się do niedalekich miast: Rużomberku i Liptowskiego Mikułasza. Część zabytkowych obiektów mieszkalnych i gospodarczych z terenów zalanych przeniesiono do Muzeum Wsi Liptowskiej w Przybylinie.
Głównym zadaniem zbiornika jest regulacja i wyrównywanie przepływów Wagu dla potrzeb położonych niżej w jego dolinie elektrowni, należących do tzw. Kaskady Wagu. W zaporze zainstalowano także 4 turbiny wodne, o łącznej mocy 200 MW, produkujące rocznie blisko 270 GWh energii elektrycznej. Równie ważna jest funkcja przeciwpowodziowa zbiornika. Jezioro jest również dopuszczone do użytkowania rekreacyjnego, jednak ogranicza się ono aktualnie jedynie do jednego ośrodka we wsi Liptovský Trnovec na północno-wschodnim brzegu zbiornika, gdzie znajduje się kąpielisko i niewielka przystań. Dozwolony jest połów ryb zarówno z brzegu jak i z jednostek pływających.